# Löjets skimmer
Löjets skimmer (franska: Ridicule) är en fransk dramakomedi från 1996 i regi av Patrice Leconte.

## Utmärkelser
Filmen vann bland annat Césarpriset för bästa film 1997.

## Rollista i urval
- Charles Berling - Ponceludon de Malavoy
- Jean Rochefort - markis de Bellegarde
- Fanny Ardant - Mme. de Blayac
- Judith Godrèche - Mathilde de Bellegarde
- Bernard Giraudeau - abbé de Vilecourt
- Urbain Cancelier - Ludvig XVI
- Mirabelle Kirkland - Marie-Antoinette
- Marie Pillet - Charlotte
- Gérard Hardy - Victor
- Albert Delpy - baron de Guéret
- Marc Berman - hertigen av Guines
- Bernard Dhéran - M. de Montalieri
- Jacques Mathou - abbot de l'Epée
- Jacques Roman - överste de Chevernoy